# Günter Wirth (Publizist)

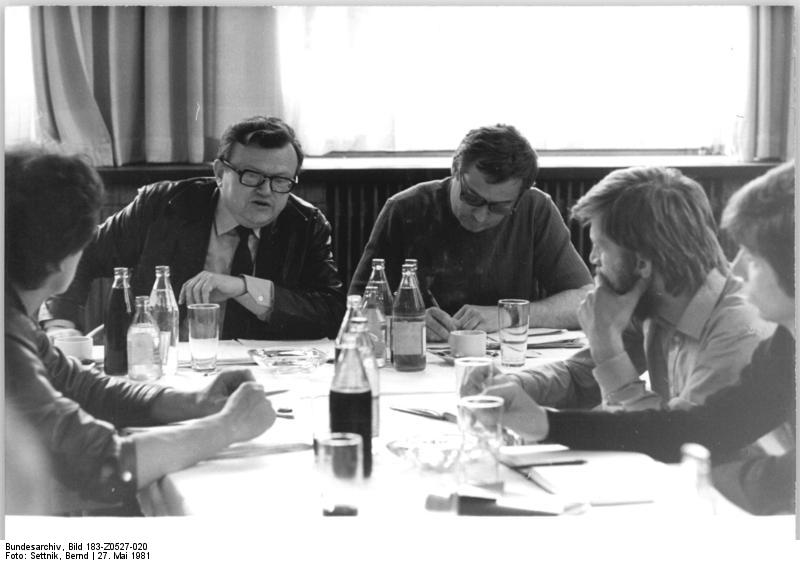
Als Kandidat für die Wahl zur Berliner Stadtverordnetenversammlung 1981 (2. von links)

Günter Wirth (* 7. Dezember 1929 in Brand-Erbisdorf; † 5. Dezember 2009 in Berlin) war ein deutscher Publizist, Hochschullehrer für Kirchengeschichte und Funktionär der CDU der DDR.

## Leben
Der Sohn eines Sparkassen-Beamten absolvierte nach dem Besuch der Volksschule eine Oberschulausbildung im sächsischen Freiberg, wo er 1948 sein Reifezeugnis erhielt. Wirth war 1945 Mitbegründer des antifaschistischen Jugendausschusses in Brand-Erbisdorf. 1947 trat er der Christlich-Demokratischen Union Deutschlands (CDU) und der Freien Deutschen Jugend (FDJ) bei und war dort in der Westarbeit tätig.
Nach dem Abitur arbeitete er zwei Jahre, nachdem er zum Studium in Leipzig nicht zugelassen wurde, als Volontär bei der Potsdamer Märkischen Union. Von 1950 bis 1951 war Wirth Jugendreferent der CDU-Parteileitung in Berlin. Aus dieser Zeit rührt seine Bekanntschaft mit Walter Bredendiek. Wirth war maßgeblich für den Kampf der DDR-CDU gegen die Junge Gemeinde verantwortlich. Wirth arbeitete zeitweise für den als Institut für wirtschaftswissenschaftliche Forschung bezeichneten Auslandsnachrichtendienst der DDR.
1951 begann er ein Germanistikstudium an der Humboldt-Universität. Nach einer Zwischenphase als Hauptreferent (1952–1953) und (1954–1958) als Sekretär des CDU-Hauptvorstands setzte er sein Studium fort und beendete es 1961 mit dem Grad eines Diplomphilosophen.
Von 1954 bis zum Ende der DDR war Wirth Mitglied des CDU-Hauptvorstands. 1958 wurde er Mitglied des Präsidiums des Friedensrates der DDR und Mitbegründer der Christlichen Friedenskonferenz (CFK) in Prag.
Von 1961 bis 1963 war er stellvertretender Chefredakteur des CDU-Zentralorgans Neue Zeit, und von 1964 bis 1970 Cheflektor im CDU-geführten Union Verlag, wo er u. a. Werke von Teilhard de Chardin, Martin Luther King, Albrecht Goes, Karl Barth, Fritz Baade und Günther Anders herausgab.
Von 1970 bis 1972 war er Chefredakteur des Evangelischen Pfarrerblatts und von 1973 bis 1990 Chefredakteur bzw. ab 1986 Herausgeber der evangelischen Monatszeitschrift Standpunkt. Ab 1972 war er Autor der Zeitschrift Die Weltbühne.
Von 1967 bis 1990 war er Mitglied der Berliner Stadtverordnetenversammlung.
1977 wurde er zum Doktor der Philosophie promoviert und 1985 zum Honorarprofessor für Neue und Neueste Kirchengeschichte an der Berliner Humboldt-Universität berufen – eine Tätigkeit, die 1993 endete. Im Jahr 1989 wurde ihm von der Theologischen Fakultät in Bratislava die Ehrendoktorwürde verliehen. In der Endphase der DDR arbeitete Wirth für kurze Zeit als Leiter der Wissenschaftlichen Arbeitsgruppe beim Vorsitzenden der CDU.

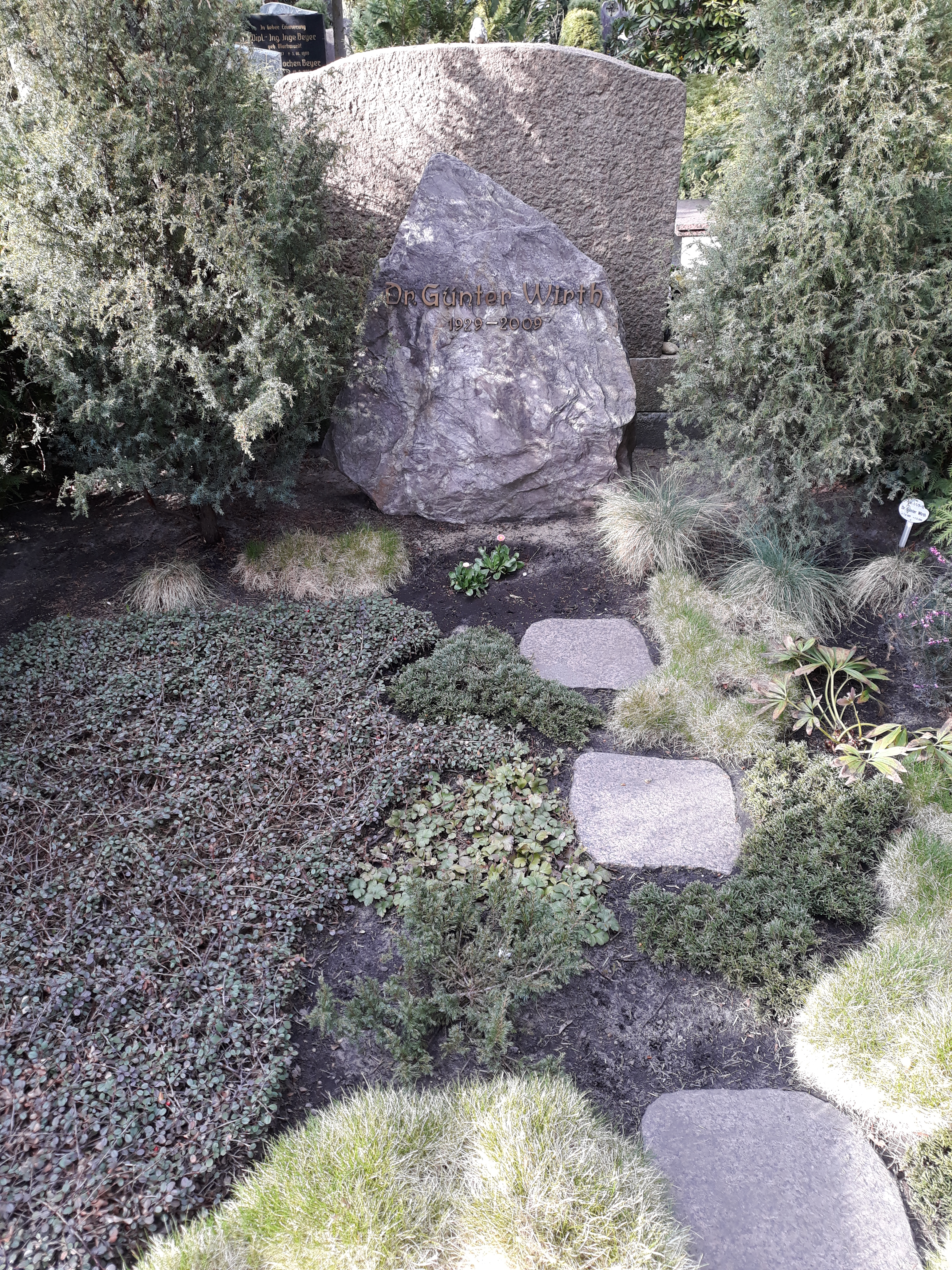
Grab auf dem Karlshorster und Neuen Friedrichsfelder Friedhof

1972 wurde Wirth Vizepräsident des Kulturbundes der DDR. Er war Vizepräsident der Freundschaftsgesellschaft DDR-Finnland, Vorsitzender der Ständigen Kommission Kultur der Berliner Stadtverordnetenversammlung und gehörte dem Fortsetzungsausschuss der CFK an.
Aus Aktenvermerken geht hervor, dass er seine Theologen-Kollegen bei der Staatssicherheit denunzierte. Auf dem Sonderparteitag der DDR-CDU Mitte Dezember 1989 in Berlin bekannte er als einziger aus der früheren Parteileitung seine persönliche Mitschuld an den Fehlentwicklungen in der DDR.
Der Vorsitzende der DDR-CDU, Lothar de Maizière, würdigte in seinem eigenen wie im Namen des Hauptvorstandes 1989 Wirths Wirken, insbesondere seine „sachkundige, verlässliche und anregende Mitarbeit“ und sein „Bemühen, Erfahrungen der Menschheit im Streben nach sozialer Gerechtigkeit, in unsere gegenwärtige geistige Auseinandersetzung um den gebotenen Weg bei der Gewinnung des inneren und äußeren Friedens zur Gestaltung zu bringen.“
Wirth starb im Jahr 2009. Sein Grab befindet sich auf dem Karlshorster und Neuen Friedrichsfelder Friedhof in Berlin.
Sein Nachlass wird von der Konrad-Adenauer-Stiftung verwaltet und ist durch ein Findbuch erschlossen.

## Ehrungen
- Vaterländischer Verdienstorden der DDR in Bronze 1967
- Vaterländischer Verdienstorden der DDR in Silber 1973
- Vaterländischer Verdienstorden der DDR in Gold 1989
- Verdienstmedaille der DDR
- Otto-Nuschke-Ehrenzeichen in Gold
- Johannes-R.-Becher-Medaille
- Carl-von-Ossietzky-Medaille
- Dr. theol. h.c. der Comenius-Universität Bratislava 1989
- Ehrenmitglied der Werner-Bergengruen-Gesellschaft 2009

## Schriften

### Als Autor (in Auswahl)
- Evangelische Christen in der Sowjetunion. Aus der Geschichte der russischen evangelisch-baptistischen Bewegung in der UdSSR, Berlin: Union 1947.
- Die Wende in der Geschichte der Menschheit. Beiträge zum 40. Jahrestag der Großen Sozialistischen Oktoberrevolution, Berlin: Union 1957.
- Martin Luther King. Schreite vorwärts – zur Freiheit, Berlin 1964.
- Heinrich Böll. Religiöse und gesellschaftliche Motive im Prosawerk, Berlin 1965, 1967 und 1974, Köln 1967 und 1987, Warschau 1970.
- November 1918 – November 1968. Eine geschichtliche Studie und zeitgemäße Betrachtung, Union-Verlag Berlin 1968.
- Auf dem Wege der sozialistischen Menschengemeinschaft. Eine Sammlung von Dokumenten zur Bündnispolitik und Kirchenpolitik 1967–1970, Union-Verlag Berlin VOB, 1971.
- Für ein Europa des Friedens. Eine historische Studie und aktuelle Betrachtung, Union Verlag Berlin 1971.
- Karl Liebknecht über Christentum und Kirche. Eine Studie zu seinem 100. Geburtstag, Union Verlag Berlin 1971.
- Krieg vor dem Kriege. Streiflichter auf Inhalt und Methoden der psychologischen Kriegführung des Imperialismus, Berlin, Union Verlag 1978.
- „Die Zeichen der Zeit“ 1947 bis 1979. Vorläufiger Versuch der Wertung und Würdigung in der Sicht eines Publizisten, Evangelische Verlagsanstalt GmbH Berlin (DDR) 1981.
- Die Hauser-Chronik. Geschichte einer Familie, Buchverlag Der Morgen, Berlin 1982, 2. Auflage 1988, ISBN 3-371-00174-1.
- Heinrich Grüber 1987, ISBN 3-372-00088-9.
- Zur Geschichte der Christlichen Friedenskonferenz, Prag 1988.
- Der andere Geist von Potsdam. Zur Kulturgeschichte einer Stadt 1918–1989, Suhrkamp, Frankfurt am Main 2000, ISBN 978-3-518-39634-6.
- Erinnerungen und Erwägungen zur CDU-Kulturpolitik. In: Evemarie Badstübner (Hrsg.): Befremdlich anders. Leben in der DDR, Berlin 2000, S. 472–512.
- Zu Transformationsprozessen in der DDR-CDU 1989/90, in: Historisch-Politische Mitteilungen 8 (2001) 243–265 (Onlinefassung).
- Hoffnung und Erinnerung. Potsdamer Literatur 1945 bis 1950. Texte und Betrachtungen, Uckerland: Schibri 1998.
- Auf dem „Turnierplatz“ der geistigen Auseinandersetzungen. Arthur Liebert und die Kantgesellschaft (1918–1948/49), Ludwigsfelde 2005.
- Der andere Transformationsprozeß. Besichtigung von Autobiographien. In: UTOPIEkreativ  (2006) Nr. 189/190, S. 674–680 (Onlinefassung).
- Landschaften des Bürgerlichen. Ausgewählte Abhandlungen (Literarische Landschaften, Band 10, hrsg. von Frank-Lothar Kroll), Berlin: Duncker & Humblot 2008, ISBN 978-3-428-12651-4 (dort umfassende Bibliographie, S. 383–412).
- Bürgertum und Bürgerliches in SBZ und DDR. Studien aus dem Nachlass. Postum hrsg. von Stefan Wirth, epubli 2011.

#### In der Reihe „Hefte aus Burgscheidungen“
- Reihe „Hefte aus Burgscheidungen“, Burgscheidungen: Zentrale Schulungsstätte „Otto Nuschke“[11]; darin:
  - 109: Vom Schicksal christlicher Parteien 1925–1934. Eine vergleichende Studie, 1964.
  - 115: Weltpolitik und Weltchristenheit, 1964.
  - 167: Christliche Ethik und sozialistische Wirklichkeit, 1969.
  - 173: Das christliche Menschenbild bei Böll und Bobrowski, 1970.
  - 202: Ein Katholik als Kämpfer für das republikanische Spanien. Dr. Albert Gerhard Müller. Stifter-Forscher, Antifaschist, Interbrigadist, 1976.
  - 224: Nachfolge und Engagement. Zum 110. Geburtstag von Emil Fuchs, 1984.
  - 239: Schweitzers tätige Humanität. Eine Analyse seiner Goethe-Studien, 1986.
  - 255: Die deutsche evangelische Kirche und die Novemberrevolution. Eine kritische Untersuchung, 1988.

#### In der Reihe „Christ in der Welt“
- Reihe „Christ in der Welt“, Berlin: Union 1965 ff.[12]; darin:
  - 34: Jochen Klepper – Führung und Gestaltung, 1972.
  - 43: Josef Hromádka – Souveränität des Glaubens, 1977.
  - 48: Joseph Wirth – Der Feind steht Rechts, 1980.
  - 58: Wilhelm Elfes – Nicht wieder das Alte!, 1984.
  - 60: Johannes Bobrowski, 1986.

#### In der Evangelischen Monatsschrift "Standpunkt"
- Kulturprotestantisches in und aus der DDR. Evangelische Monatsschrift STANDPUNKT 1973–1990. Leonhard-Thurneysser-Verlag Berlin – Basel 2009, S. I–IV (nur online verfügbar); darin u. a.:
  - S. 72/1973: Mit der Zeit? Zum 65. Geburtstag von Albrecht Goes (online)
  - S. 31–32/1973: Ordnungsgemäß? Neuordnung (zusammen mit einem Text von Dieter Frielinghaus) (online)
  - S. 171/1973: Sittlichkeit und Sachlichkeit (online)

### Als Co-Autor
- mit Gerhard Fischer und Willi Leisner: Wie steht der Christ zur Sowjetunion?, Union Berlin 1952.
- mit Gerhard Fischer: November 1918 – Lehre und Verpflichtung, Parteileitung der Christlich-Demokratischen Union 1958.
- mit Gerhard Bassarak, Johannes Bobrowski, Gerhard Desczyk, Walter Feurich, Jan Milic Lochman, Georg Schrem, Herbert Trebs: Antikommunismus und Proexistenz, Union Berlin 1965.
- mit Herbert Trebs, Gerhard Desczyk, Hubert Faensen, Hans Giesecke, Helmut Ullrich, Karl Heinz Berger, Jan Dobraczyński, György Rónay, Edvaed Kocbek. Gestaltung: Armin Wohlgemuth: Zeugnis und Zeitgenossenschaft. Reden, Interviews, Briefe, Berlin: Union Verlag Berlin, 1968.
- mit Gerhard Bassarak: Herausforderung des Gewissens. Über den ökumenischen Beitrag zum Kampf gegen den Rassismus, Berlin: Union Verlag 1977.
- mit Ernst-Joachim Gießmann, Horst Bartel, Günter Vogler, Helmut Schnitter, Thomas Höhle, Siegfried Wollgast, Heinz Schönemann, Hans-Heinrich Müller: Preußen in der Geschichte des deutschen Volkes. Beiträge aus der Veranstaltung der Zentralen Kommission Wissenschaft des Präsidialrates und der Bezirksleitung Potsdam des Kulturbundes der DDR am 5. und 6. Juni 1980 in Potsdam. Kulturbund der DDR Berlin 1981.
- mit Hans-Martin Pleßke:  Albrecht Goes. Der Dichter und sein Werk, Union-Verlag Berlin 1987.
- mit Waldemar Sowade (Auswahl): Kulturbund in der entwickelten sozialistischen Gesellschaft 1982–1986, Kulturbund der DDR Verlag Berlin 1987.

### Als Herausgeber
- Heinrich Grüber: Dona nobis pacem! Gesammelte Predigten und Aufsätze aus 20 Jahren. Hrsg. von seinen Freunden, Berlin 1956.
- Wir leben in der DDR. Selbstzeugnisse christlicher Persönlichkeiten. Union Verlag Berlin, 1963; DNB 455704910
- Hans Löscher: Bücher vom wahren Leben. Band I, Berlin, Evangelische Verlagsanstalt 1975.
- Charitas Bischoff: Amalie Dietrich. Ein Leben erzählt von Charitas Bischoff. Berlin: Evangelische Verlagsanstalt 1977, 1979, 1980; Stuttgart 1980.
- Gerhard Bassarak: Luther und Luthertum in Osteuropa. Selbstdarstellung aus der Diaspora und Beiträge zur theologischen Diskussion. Evangelische Verlagsanstalt Berlin, 1983.
- Charitas Bischoff: Bilder aus meinem Leben. Autobiografie, Berlin: Evangelische Verlagsanstalt 1984.
- Beiträge zur Berliner Kirchengeschichte, Union Verlag Berlin 1987, ISBN 3-372-00087-0.

### Als Verlagsgutachter
Zu seinen Arbeitsaufgaben als Cheflektor des Union Verlages Berlin (VOB) gehörte es, Verlagsgutachten zur Erlangung der Druckgenehmigung durch die Hauptverwaltung Verlage und Buchhandel im Ministerium für Kultur der DDR zu erstellen, zum Beispiel für:
- Alfred Kumpf: Papst Johannes XXIII.[13] in der Reihe Christ in der Welt[14]